# Yūka Nakanishi
Pour les articles homonymes, voir Nakanishi.
Yūka Nakanishi (中西優香, Nakanishi Yūka), née le 24 janvier 1989 dans la préfecture d'Aichi, au Japon, est une chanteuse, idole japonaise du groupe de J-pop SKE48.

## Biographie
Nakanishi est membre de la 1re génération de SKE48. Elle était auparavant membre de la Team Kenkyūsei de 4e génération chez le groupe mère AKB48. Elle rejoint le groupe d’idoles en 2008 et devient membre de la Team S. Elle n'a jamais changé de team depuis.
Le 24 décembre 2014 au cours du concert de la Team S, Nakanishi annonce sa remise de diplôme qui aura lieu en mars 2015 en même temps sa collègue de la Team S Mieko Satō. Nakanishi Yuka explique avoir pris cette décision pour de nombreuses raisons mais n’a pas donné beaucoup de détails. Elle souhaite relever un nouveau challenge et a senti qu’il était temps pour elle de partir après 6 ans chez SKE48.